# Dysodia oculatana
Dysodia oculatana är en fjärilsart som beskrevs av James Brackenridge Clemens 1860. Dysodia oculatana ingår i släktet Dysodia och familjen Thyrididae. Inga underarter finns listade i Catalogue of Life.